# 鞍山市第八中学
鞍山市第八中学是中华人民共和国辽宁省鞍山市的一所高级中学，占地3.2万平方米，为省示范性高中。
自2019年起，八中模仿鞍山市第一中学，设立了物化生实验班，以供创造更好的业绩。
```
 鞍山八中拥有现代化的办学设施，现有办公楼、教学楼、综合楼和近万平米的多功能体育馆和实验楼各一栋，标准化教室56个，多功能报告厅，录播教室、数字化地理教室、乒乓球馆各1个，现在各个建筑均已翻新，并装上了空调等设备。
```

鞍山市第八中学是中华人民共和国教育部指定的国家体育后备人才培养学校，尤其在女篮方面成绩较好。

## 知名校友
- 孙春兰
- 杨岳
- 李佳航
- 王家新